# Oria frumentalis
Oria frumentalis är en fjärilsart som beskrevs av Eduard Emanuilovitch von Lindemann 1883. Oria frumentalis ingår i släktet Oria och familjen nattflyn. Inga underarter finns listade i Catalogue of Life.